# 오미야코엔역
오미야코엔역(일본어: 大宮公園駅)은 일본 사이타마현 사이타마시 오미야구에 있는 철도역이다.

## 역 구조
상대식 승강장 2면 2선의 지상역. 역사는 오미야 방면 승강장 측에 있고 후나바시 방면 승강장 측에는 과선교로 연결되고 있다. 과선교에는 에스컬레이터, 엘리베이터가 설치되어 있다. 역 업무는 도부 스테이션 서비스에 위탁하고 있다.
2010년도에는 역 구내의 안내판을 픽토그램을 이용한 디자인으로 일신되었다. 승강장에 있던 적하식 역명판과 노선도는 철거되면서 역명판, 노선도, 소요 시간과 일체형으로 된 자립식 안내판이 설치되었다. 또한, 출입구에 있는 역명판이 교체되었다. 2014년도의 계획에서는 역사의 리뉴얼 예정을 발표하였고, 2015년 6월에 구역사 서쪽에 신역사 건축에 착수하여 2016년 4월 23일에 공용 개시되었다. 개업 당초부터 사용된 구역사는 동년 5월 하순에 해체되었다.

### 타는 곳
| 번선 | 노선                | 방향 | 행선                                         |
| ---- | ------------------- | ---- | -------------------------------------------- |
| 1    | 도부 어반 파크 라인 | 상행 | 오미야 방면                                  |
| 2    | 도부 어반 파크 라인 | 하행 | 이와쓰키 · 가스카베 · 가시와 · 후나바시 방면 |

## 역세권 정보
- 오미야 공원
  - 오미야 경륜장
  - 사이타마 현영 오미야 공원 야구장
  - 사이타마 시 오미야 공원 축구장
  - 사이타마 현립 역사민속박물관
- 오미야 제2공원
- 오미야 제3공원
- 오와다 공원
  - 사이타마 시립 오미야 구장
  - 사이타마 시영 오와다 공원 수영장
  - 사이타마 시영 오미야 체육관
- 히카와 신사
- 사이타마 시립 만화 회관
- 사이타마 시립 오미야키타 중학교
- 도부 스토어

## 역사
- 1929년 11월 17일: 영업 개시.
- 2008년 4월 1일: 발차 멜로디 도입.
- 2009년 12월 1일: 역 업무를 도부 스테이션 서비스에 위탁함.
- 2016년
  - 3월 26일: 노다 선에서 급행 운전 개시, 당역은 통과 역이다.
  - 4월 23일: 신역사 공용 개시.

## 사진

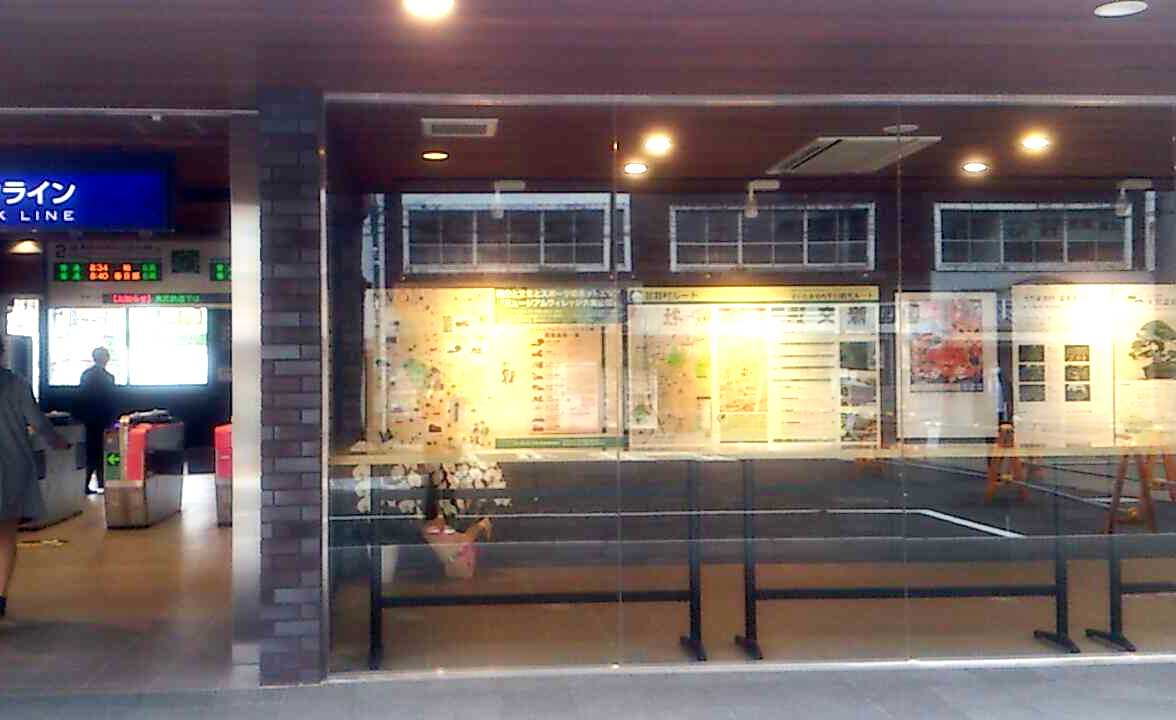
신역사 갤러리 공간
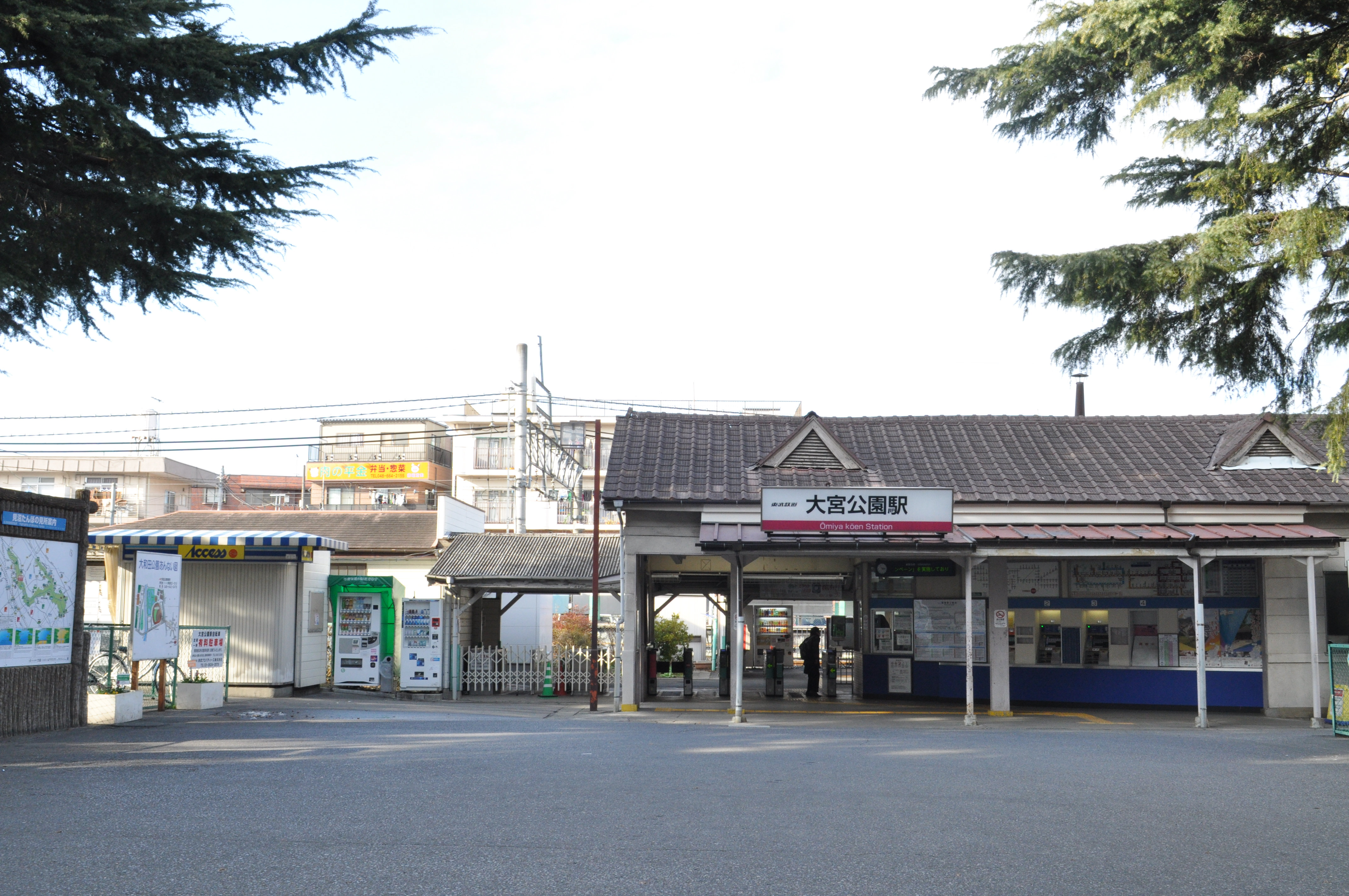
구역사

## 인접역
| 도부 철도 노다 선            | 도부 철도 노다 선 | 도부 철도 노다 선        |
| ---------------------------- | ----------------- | ------------------------ |
| TD 02 기타오미야 오미야 방면 |                   | 오와다 TD 04 가시와 방면 |